# آبگاه (نیک‌شهر)
آبگاه، روستایی در دهستان هیچان بخش مرکزی شهرستان نیک‌شهر در استان سیستان و بلوچستان ایران است.

## جمعیت
بر پایه سرشماری عمومی نفوس و مسکن در سال ۱۳۹۵، جمعیت این روستا برابر با ۱٬۳۰۳ نفر (۳۸۶ خانوار) بوده است.